# Наталовка (Солонянский район)
Ната́ловка (укр. Наталівка) — село в Днепровском районе Днепропетровской области Украины. До реформы 2015—2020 гг. входило в Наталовский сельский совет Солонянского района.
Код КОАТУУ — 1225084001. Население по переписи 2001 года составляло 369 человек.
Являлся административным центром Натальевского сельского совета, в который, кроме того, входят или сёла Барвинок, Незабудино и Хижино.

## География
Село находится на одном из истоков реки Любимовка,
ниже по течению на расстоянии в 6 км расположено село Павловка.
Река в этом месте пересыхает, на ней сделано несколько запруд.
Рядом проходит железная дорога, станция Платформа 277 км в 3-х км.

## История
- Село Натальевка основано в начале  XIX века крепостными, которые принадлежали помещику Николаю Федоровичу Жмелеву, а потом его дочери Наталье Николаевне Хвощинской
- В 1858 году в селе проживал 121 человек.

## Объекты социальной сферы
- Фельдшерско-акушерский пункт.

## Достопримечательности
- Братская могила советских воинов.